# Abubakar Tafawa Balewa Stadium
Abubarkar Tafawa Balewa Stadium – wielofunkcyjny stadion w mieście Bauczi w Nigerii.
Najczęściej używany jest jako stadion piłkarski, a swoje mecze rozgrywa na nim drużyna Wikki Tourists. Stadion może pomieścić 25 tysięcy widzów.